# Javonte Green
Javonte Green (ur. 23 lipca 1993 w Petersburgu) – amerykański koszykarz występujący na pozycjach rzucającego obrońcy lub niskiego skrzydłowego, posiadający także czarnogórskie obywatelstwo.
W 2018 reprezentował Phoenix Suns, a rok później Boston Celtics, podczas rozgrywek letniej ligi NBA.
25 marca 2021 trafił w wyniku wymiany do Chicago Bulls.

## Osiągnięcia
Stan na 6 października 2023, na podstawie, o ile nie zaznaczono inaczej.
NCAA
- Obrońca roku konferencji Big South (2015)
- Zaliczony do:
  - I składu:
    - Big South (2014, 2015)
    - najlepszych pierwszorocznych zawodników Big South (2012)

  - II składu Big South (2013)
- Lider Big South w przechwytach (1,9 – 2014, 1,9 – 2015)

Drużynowe
- Mistrz III ligi hiszpańskiej (LEB Plata – 2016)
- Zdobywca:
  - pucharu III ligi hiszpańskiej (2016)
  - superpucharu LNP (2017)
- Awans do włoskiej Serie A (2018)

Indywidualne
- MVP hiszpańskiej ligi LEB Plata (III liga hiszpańska – 2016)
- Zaliczony do I składu LEB Plata (2016)
- Uczestnik meczu gwiazd niemieckiej ligi BBL (2019)
- Lider w przechwytach:
  - Eurocup (2019)
  - włoskiej Serie A2 (II liga włoska, 2,4 – 2017)
  - ligi niemieckiej (2019)

Reprezentacja
- Uczestnik kwalifikacji europejskich do mistrzostw świata (2017 – 12. miejsce)